# Cesar Rosas
Cesar J. Rosas (Hermosillo, 26 de setembro de 1954) é um cantor, compositor e guitarrista mexicano do Los Lobos. Rosas também participa do supergrupo latino Los Super Seven. Talvez o membro mais reconhecido de Los Lobos, Rosas seja conhecido por sua marca registrada de óculos escuros, cavanhaque e cabelo preto.
Além de shows ao vivo com Los Lobos, Cesar Rosas tem atuado como músico de sessão durante as últimas décadas. Além disso, ele lançou um álbum solo, Soul Disguise, em fevereiro de 1999, e fez um tour após seu lançamento.

## Vida pessoal
Rosas tem três filhas: Ruby, Amber e Victoria.

A esposa de Rosas, Sandra Rosas, desapareceu em 1999. Seu meio-irmão, Gabriel Gómez, foi julgado, condenado por seu assassinato e condenado à prisão perpétua sem a possibilidade de liberdade condicional. O corpo de Sandra Rosas foi encontrado em 22 de novembro de 2000 em Santa Clarita, CA.